# Revolutionära sekten
Revolutionära sekten (Σέχτα των Επαναστατών) är en väpnad grekisk vänstergrupp, bildad 2008 och känd som en av de våldsammaste i Grekland.
Sekten gjorde sig först känd genom att, i februari 2009, hota med att döda grekiska polismän som en hämnd för bekämpandet av de stora upploppen året innan. I juni 2009 gjorde man allvar av hotet och dödade en polisman.
Revolutionära Sekten har tidigare attackerat en TV-station med bomber och handeldvapen. I ett pressmeddelande efteråt förklarade man att: "Journalister, den här gången kom vi till er dörr, men nästa gång kommer vi till era hem."  Också detta hot verkställdes genom mordet på journalisten Sokratis Giolias, utanför dennes hem i Aten, den 19 juli 2010.